# Mariana (Francia)
La città romana di Mariana (Colonia Mariana a Caio Mario deducta, in greco Μαριανή Marianí) nell'antichità era una colonia romana di primo piano fondata in Corsica da Gaio Mario nel 93 a.C. Era parte della provincia romana Sardegna e Corsica.
Oggi, si trova nel comune di Lucciana a 1 km dall'aeroporto di Bastia-Poretta.
Dipendeva da Aleria (fondata come Alalia dai greci di Focea).
Mariana poi venne cristianizzata e nel 300 circa, venne fondata la diocesi di Mariana che fu delle prime della Corsica, immediatamente soggetta alla Santa Sede, nel 1092 divenne suffraganea dell'arcidiocesi di Pisa e nel 1130 suffraganea dell'arcidiocesi di Genova, poi a causa della malaria fu abbandonata nel '300.
Inoltre nel 302 a Mariana fu martirizzata santa Devota, santa patrona della Corsica e del Principato di Monaco.
I resti della città furono scoperti negli anni sessanta da Geneviève Moracchini-Mazel e venne riportato alla luce un complesso paleocristiano del IV secolo. Alla fine degli anni novanta una squadra di archeologi diretti da Philippe Pergola ha ripreso gli studi sul sito.

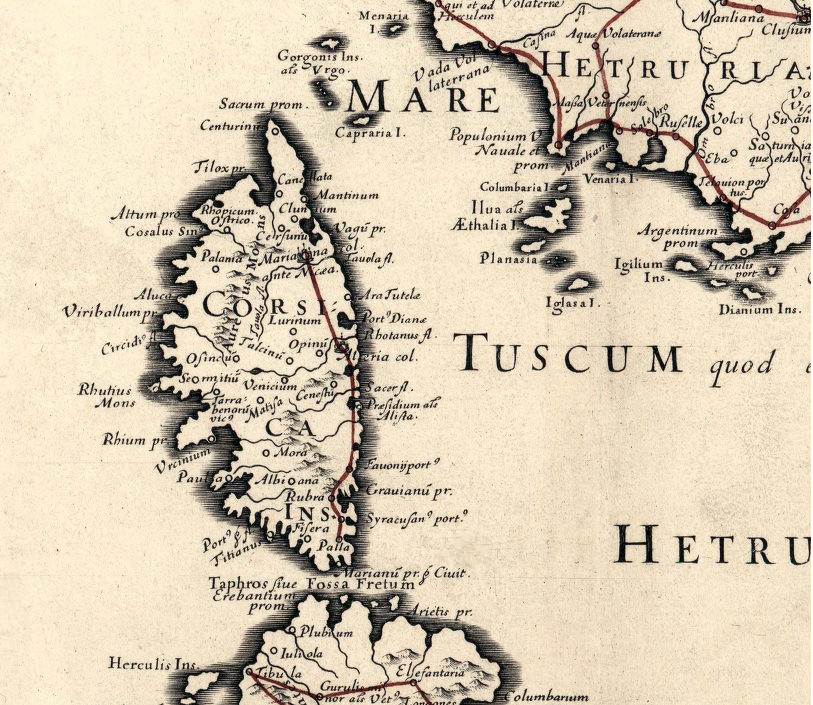
La Corsica nell'antichità.

## Monumenti
- La cattedrale di Santa Maria Assunta detta La Canonica fu costruita nell'anno 1119. Questo edificio presenta diverse analogie con un gruppo di chiese della Lucchesia, comprendenti fra le altre San Pietro di Valdottavo, Santa Maria Assunta a Piazza a Brancoli e due chiese del nord della Sardegna: San Nicola di Silanis di Sedini (ante 1122) e San Giovanni di Viddalba.
- La chiesa di San Parteo (XII secolo) anch'essa con gli stessi caratteri delle chiese succitate.